# Sesión solemne del Consejo de Estado (Iliá Repin)
Sesión solemne del Consejo de Estado el 7 de mayo de 1901, día del centenario de su fundación (en ruso: Торжественное заседание Государственного совета 7 мая 1901 года, в день столетнего юбилея со дня его учреждения) es un lienzo del pintor ruso Iliá Repin, actualmente en el Museo Estatal Ruso de San Petersburgo.

## Tema de la obra
En 1810, Alejandro I de Rusia convirtió anteriores instituciones en El Consejo de Estado del Imperio ruso, que estuvo funcionando desde el 5 de abril de 1801 hasta 1810, cuando fue reformado por Nicolás II de Rusia. Este lienzo representa una sesión solemne de esta institución.

### Datos técnicos y registrales
- San Petersburgo, Museo Estatal Ruso.[1]
- Pintura al óleo sobre lienzo;
- Datación: 1903;
- Dimensiones: 400 x 877 cm,

### Descripción de la obra
Esta obra fue encargada por el emperador Nicolás II, quien inicialmente debía figurar pronunciando un discurso. Repin decidió dinamizar la composición, representando el acto de distribución de las medallas. La escena tiene lugar en la gran rotonda del Palacio Mariinski en San Petersburgo. El zar y otros miembros de la familia real están flanqueados por sus ministros, Los otros asistentes —en traje de gala— forman un semicírculo ante ellos y a ambos lados. El punto de vista de la escena está a la derecha, detrás de las sillas, desde donde Repin esbozó la composición.
Repin asistió a la sesión ceremonial del consejo y tomó una fotografía de grupo, pero previamente se había negado a pintar a los miembros del Consejo a partir de fotografías. Así, cada miembro de esta institución posó para el artista o para sus ayudantes por separado, dando lugar a retratos de gran interés, algunos de los cuales realizados en una sola sesión. Posteriormente, el pintor dispuso estas imágenes —en el gran lienzo definitivo— según el esquema determinado por la fotografía del evento. Cada miembro es representado en poses naturales, con un gran parecido y con un rasgo personal expresivo, por lo que sus retratos —poco favorecedores— no satisficieron a algunos de los personajes. Para este ingente trabajo, Repin contó con ayuda de dos estudiantes de la Academia Imperial de las Artes: Iván Kulikov y Borís Kustódiev.
La composición es un juego armonioso de rojo, dorado y negro, que enfatiza la solemnidad del acontecimiento. Fue muy difícil colocar las 81 figuras de forma que la mayoría de ellas quedaran de cara al espectador, pero Repin logró componer la obra de forma tan perfecta que se puede reconocer fácilmente a casi todos los personajes.